# Candidula
Genre
Le genre Candidula établi par Wilhelm Kobelt (1840-1916) en 1871 regroupe diverses espèces d'escargots appartenant à la famille des Geomitridae.

## Liste des espèces
- Candidula setubalensis (Pfeiffer, 1850)
- Candidula soosiana (J. Wagner, 1933)
- Candidula unifasciata (Poiret, 1801)